# Браунсвілл (Кентуккі)
Браунсвілл (англ. Brownsville) — місто (англ. city) в США, в окрузі Едмонсон штату Кентуккі. Населення — 875 осіб (2020).

## Географія
Браунсвілл розташований за координатами 37°11′42″ пн. ш. 86°15′54″ зх. д. / 37.19500° пн. ш. 86.26500° зх. д. (37.194910, -86.265126).  За даними Бюро перепису населення США в 2010 році місто мало площу 6,78 км², з яких 6,77 км² — суходіл та 0,02 км² — водойми.

## Демографія
Згідно з переписом 2010 року, у місті мешкало 836 осіб у 364 домогосподарствах у складі 195 родин. Густота населення становила 123 особи/км².  Було 442 помешкання (65/км²).
Расовий склад населення:
| - 97,5 % — білих - 1,1 % — чорних або афроамериканців - 0,1 % — азіатів |

До двох чи більше рас належало 0,8 %. Частка іспаномовних становила 0,6 % від усіх жителів.
За віковим діапазоном населення розподілялося таким чином: 19,1 % — особи молодші 18 років, 50,8 % — особи у віці 18—64 років, 30,1 % — особи у віці 65 років та старші. Медіана віку мешканця становила 50,6 року. На 100 осіб жіночої статі у місті припадало 72,7 чоловіків;  на 100 жінок у віці від 18 років та старших — 69,0 чоловіків також старших 18 років.
Середній дохід на одне домашнє господарство  становив 32 287 доларів США (медіана — 21 063), а середній дохід на одну сім'ю — 44 506 доларів (медіана — 35 781). Медіана доходів становила 22 857 доларів для чоловіків та 25 208 доларів для жінок. За межею бідності перебувало 28,7 % осіб, у тому числі 33,3 % дітей у віці до 18 років та 19,7 % осіб у віці 65 років та старших.
Цивільне працевлаштоване населення становило 279 осіб. Основні галузі зайнятості: мистецтво, розваги та відпочинок — 19,0 %, виробництво — 16,5 %, освіта, охорона здоров'я та соціальна допомога — 15,4 %.